# Bob-Weltcup 2003/04
Der Bob-Weltcup 2003/04 begann für die Männer am 17. November, für die Frauen am 28. November 2003 im kanadischen Calgary. Die Frauen beendeten die Weltcupsaison nach acht von zehn geplanten Stationen am 7. Februar 2004 in Sigulda. Die Männer trugen bis zum 15. Februar 2004 insgesamt sieben der acht geplanten Weltcuprennen aus.
Der Höhepunkt der Saison war die 55. Bob-Weltmeisterschaft vom 17. bis 29. Februar 2004 auf der Kunsteisbahn am Königssee.

## Einzelergebnisse der Weltcupsaison 2003/04

### Weltcupkalender der Frauenwettbewerbe
| #  | Datum                | Land               | Ort         | Wettkampfstätte                         | Anmerkung            |
| -- | -------------------- | ------------------ | ----------- | --------------------------------------- | -------------------- |
| 1  | 28. November 2003    | Kanada             | Calgary     | Calgary’s WinSport Bobsleigh/Luge Track |                      |
| 2  | 29. November 2003    | Kanada             | Calgary     | Calgary’s WinSport Bobsleigh/Luge Track |                      |
| 3  | 6. Dezember 2003     | Vereinigte Staaten | Lake Placid | Olympia-Bobbahn Mount Van Hoevenberg    |                      |
| 4  | 7. Dezember 2003     | Vereinigte Staaten | Lake Placid | Olympia-Bobbahn Mount Van Hoevenberg    |                      |
| 5  | 22. Januar 2004      | Norwegen           | Lillehammer | Lillehammer Olympiske Bob- og Akebane   |                      |
| 6  | 23. Januar 2004      | Norwegen           | Lillehammer | Lillehammer Olympiske Bob- og Akebane   |                      |
| 7  | 6. Februar 2004      | Lettland           | Sigulda     | Bob- und Rennschlittenbahn Sigulda      |                      |
| 8  | 7. Februar 2004      | Lettland           | Sigulda     | Bob- und Rennschlittenbahn Sigulda      | gleichzeitig EM 2004 |
| 9  | 9. Februar 2004      | Deutschland        | Winterberg  | Veltins-Eisarena                        | abgesagt             |
| 10 | 15. Februar 2004     | Deutschland        | Winterberg  | Veltins-Eisarena                        | abgesagt             |
| WM | 18.–29. Februar 2004 | Deutschland        | Königsee    | Kunsteisbahn Königssee                  |                      |

### Weltcupergebnisse der Frauen
| 1. Weltcup in Calgary, 28. November 2003 | 1. Weltcup in Calgary, 28. November 2003 | 1. Weltcup in Calgary, 28. November 2003 | 1. Weltcup in Calgary, 28. November 2003 | 1. Weltcup in Calgary, 28. November 2003 |
| ---------------------------------------- | ---------------------------------------- | ---------------------------------------- | ---------------------------------------- | ---------------------------------------- |
| Disziplin                                | Erster Platz                             | Zweiter Platz                            | Dritter Platz                            |                                          |
| Zweierbob                                | Sandra Prokoff Anja Schneiderheinze      | Susi Erdmann Kristina Bader              | Cathleen Martini Yvonne Cernota          |                                          |

| 2. Weltcup in Calgary, 29. November 2003 | 2. Weltcup in Calgary, 29. November 2003 | 2. Weltcup in Calgary, 29. November 2003 | 2. Weltcup in Calgary, 29. November 2003 | 2. Weltcup in Calgary, 29. November 2003 |
| ---------------------------------------- | ---------------------------------------- | ---------------------------------------- | ---------------------------------------- | ---------------------------------------- |
| Disziplin                                | Erster Platz                             | Zweiter Platz                            | Dritter Platz                            |                                          |
| Zweierbob                                | Sandra Prokoff Janine Tischer            | Susi Erdmann Nicole Herschmann           | Eline Jurg Nannet Karenbeld              |                                          |

| 3. Weltcup in Lake Placid, 6. Dezember 2003 | 3. Weltcup in Lake Placid, 6. Dezember 2003 | 3. Weltcup in Lake Placid, 6. Dezember 2003 | 3. Weltcup in Lake Placid, 6. Dezember 2003 | 3. Weltcup in Lake Placid, 6. Dezember 2003 |
| ------------------------------------------- | ------------------------------------------- | ------------------------------------------- | ------------------------------------------- | ------------------------------------------- |
| Disziplin                                   | Erster Platz                                | Zweiter Platz                               | Dritter Platz                               |                                             |
| Zweierbob                                   | Sandra Prokoff Anja Schneiderheinze         | Susi Erdmann Nicole Herschmann              | Cathleen Martini Yvonne Cernota             |                                             |

| 4. Weltcup in Lake Placid, 7. Dezember 2003 | 4. Weltcup in Lake Placid, 7. Dezember 2003 | 4. Weltcup in Lake Placid, 7. Dezember 2003 | 4. Weltcup in Lake Placid, 7. Dezember 2003 | 4. Weltcup in Lake Placid, 7. Dezember 2003 |
| ------------------------------------------- | ------------------------------------------- | ------------------------------------------- | ------------------------------------------- | ------------------------------------------- |
| Disziplin                                   | Erster Platz                                | Zweiter Platz                               | Dritter Platz                               |                                             |
| Zweierbob                                   | Susi Erdmann Kristina Bader                 | Sandra Prokoff Janine Tischer               | Cathleen Martini Berit Wiacker              |                                             |

| 5. Weltcup in Lillehammer, 22. Januar 2004 | 5. Weltcup in Lillehammer, 22. Januar 2004 | 5. Weltcup in Lillehammer, 22. Januar 2004 | 5. Weltcup in Lillehammer, 22. Januar 2004 | 5. Weltcup in Lillehammer, 22. Januar 2004 |
| ------------------------------------------ | ------------------------------------------ | ------------------------------------------ | ------------------------------------------ | ------------------------------------------ |
| Disziplin                                  | Erster Platz                               | Zweiter Platz                              | Dritter Platz                              |                                            |
| Zweierbob                                  | Sandra Prokoff Anja Schneiderheinze        | Susi Erdmann Anne Dietrich                 | Claudia Schramm Nicole Herschmann          |                                            |

| 6. Weltcup in Lillehammer, 23. Januar 2004 | 6. Weltcup in Lillehammer, 23. Januar 2004 | 6. Weltcup in Lillehammer, 23. Januar 2004 | 6. Weltcup in Lillehammer, 23. Januar 2004 | 6. Weltcup in Lillehammer, 23. Januar 2004 |
| ------------------------------------------ | ------------------------------------------ | ------------------------------------------ | ------------------------------------------ | ------------------------------------------ |
| Disziplin                                  | Erster Platz                               | Zweiter Platz                              | Dritter Platz                              |                                            |
| Zweierbob                                  | Sandra Prokoff Berit Wiacker               | Eline Jurg Nannet Karenbeld                | Jean Racine Vonetta Flowers                |                                            |

| 7. Weltcup in Sigulda, 6. Februar 2004 | 7. Weltcup in Sigulda, 6. Februar 2004 | 7. Weltcup in Sigulda, 6. Februar 2004 | 7. Weltcup in Sigulda, 6. Februar 2004 | 7. Weltcup in Sigulda, 6. Februar 2004 |
| -------------------------------------- | -------------------------------------- | -------------------------------------- | -------------------------------------- | -------------------------------------- |
| Disziplin                              | Erster Platz                           | Zweiter Platz                          | Dritter Platz                          |                                        |
| Zweierbob                              | Cathleen Martini Yvonne Cernota        | Wiktorija Tokowaja Nadeschda Orlowa    | Claudia Schramm Stefanie Szczurek      |                                        |

| 8. Weltcup und Europameisterschaften in Sigulda, 7. Februar 2004 | 8. Weltcup und Europameisterschaften in Sigulda, 7. Februar 2004 | 8. Weltcup und Europameisterschaften in Sigulda, 7. Februar 2004 | 8. Weltcup und Europameisterschaften in Sigulda, 7. Februar 2004 | 8. Weltcup und Europameisterschaften in Sigulda, 7. Februar 2004 |
| ---------------------------------------------------------------- | ---------------------------------------------------------------- | ---------------------------------------------------------------- | ---------------------------------------------------------------- | ---------------------------------------------------------------- |
| Disziplin                                                        | Erster Platz                                                     | Zweiter Platz                                                    | Dritter Platz                                                    |                                                                  |
| Zweierbob                                                        | Cathleen Martini Sandra Germain                                  | Jean Racine Vonetta Flowers                                      | Gerda Weißensteiner Jennifer Isacco                              |                                                                  |

| 9. und 10. Weltcup in Winterberg, 9. Februar 2004 – 15. Februar 2004 | 9. und 10. Weltcup in Winterberg, 9. Februar 2004 – 15. Februar 2004 | 9. und 10. Weltcup in Winterberg, 9. Februar 2004 – 15. Februar 2004 | 9. und 10. Weltcup in Winterberg, 9. Februar 2004 – 15. Februar 2004 | 9. und 10. Weltcup in Winterberg, 9. Februar 2004 – 15. Februar 2004 |
| -------------------------------------------------------------------- | -------------------------------------------------------------------- | -------------------------------------------------------------------- | -------------------------------------------------------------------- | -------------------------------------------------------------------- |
| Disziplin                                                            | Erster Platz                                                         | Zweiter Platz                                                        | Dritter Platz                                                        |                                                                      |
| Zweierbob                                                            | Wettkämpfe abgesagt                                                  | Wettkämpfe abgesagt                                                  | Wettkämpfe abgesagt                                                  |                                                                      |

| Weltmeisterschaften in Königssee, 18. Februar 2004 – 29. Februar 2004 | Weltmeisterschaften in Königssee, 18. Februar 2004 – 29. Februar 2004 | Weltmeisterschaften in Königssee, 18. Februar 2004 – 29. Februar 2004 | Weltmeisterschaften in Königssee, 18. Februar 2004 – 29. Februar 2004 | Weltmeisterschaften in Königssee, 18. Februar 2004 – 29. Februar 2004 |
| --------------------------------------------------------------------- | --------------------------------------------------------------------- | --------------------------------------------------------------------- | --------------------------------------------------------------------- | --------------------------------------------------------------------- |
| Disziplin                                                             | Erster Platz                                                          | Zweiter Platz                                                         | Dritter Platz                                                         |                                                                       |
| Zweierbob                                                             | Susi Erdmann Kristina Bader                                           | Sandra Prokoff Anja Schneiderheinze                                   | Jean Racine Vonetta Flowers                                           |                                                                       |

### Weltcupkalender der Männerwettbewerbe
| #  | Datum                        | Land               | Ort               | Wettkampfstätte                         | Anmerkung                                                                         |
| -- | ---------------------------- | ------------------ | ----------------- | --------------------------------------- | --------------------------------------------------------------------------------- |
| 1  | 17.–22. November 2003        | Kanada             | Calgary           | Calgary’s WinSport Bobsleigh/Luge Track |                                                                                   |
| 2  | 25.–30. November 2003        | Vereinigte Staaten | Lake Placid       | Olympia-Bobbahn Mount Van Hoevenberg    |                                                                                   |
| 3  | 9.–14. Dezember 2003         | Deutschland        | Winterberg        | Veltins-Eisarena                        | Viererbob-Wettbewerb wegen schlechten Wetter abgesagt                             |
| 4  | 7. Dezember 2003             | Deutschland        | Altenberg         | Rennschlitten- und Bobbahn Altenberg    |                                                                                   |
| 5  | 12.–17. Januar 2004          | Frankreich         | La Plagne         | Piste de La Plagne                      | beide Wettbewerbe abgesagt                                                        |
| 6  | 20.–25. Januar 2004          | Schweiz            | St. Moritz        | Olympia Bob Run St. Moritz–Celerina     | gleichzeitig EM 2004                                                              |
| 7  | 27. Januar – 1. Februar 2004 | Italien            | Cortina d’Ampezzo | Pista olimpica Eugenio Monti            | ausgefallener Viererbob-Wettbewerb von Winterberg wurde am 30.01. 2004 nachgeholt |
| 8  | 10.–15. Februar 2004         | Österreich         | Innsbruck-Igls    | Olympia Eiskanal Innsbruck-Igls         |                                                                                   |
| WM | 18.–29. Februar 2004         | Deutschland        | Königsee          | Kunsteisbahn Königssee                  |                                                                                   |

### Weltcupergebnisse der Männer
| 1. Weltcup in Calgary, 17. November 2003 – 22. November 2003 | 1. Weltcup in Calgary, 17. November 2003 – 22. November 2003 | 1. Weltcup in Calgary, 17. November 2003 – 22. November 2003               | 1. Weltcup in Calgary, 17. November 2003 – 22. November 2003                   | 1. Weltcup in Calgary, 17. November 2003 – 22. November 2003 |
| ------------------------------------------------------------ | ------------------------------------------------------------ | -------------------------------------------------------------------------- | ------------------------------------------------------------------------------ | ------------------------------------------------------------ |
| Disziplin                                                    | Erster Platz                                                 | Zweiter Platz                                                              | Dritter Platz                                                                  |                                                              |
| Zweierbob                                                    | Pierre Lueders Giulio Zardo                                  | Christoph Langen Christoph Heyder Todd Hays Steve Mesler                   |                                                                                |                                                              |
| Viererbob                                                    | DeutschlandAndré Lange René Hoppe Kevin Kuske Thomas Pöge    | DeutschlandChristoph Langen Christoph Heyder Enrico Kühn Alexander Metzger | RusslandAlexander Subkow Alexei Seliwerstow Sergei Golubew Dmitri Stjopuschkin |                                                              |

| 2. Weltcup in Lake Placid, 25. November 2003 – 30. November 2003 | 2. Weltcup in Lake Placid, 25. November 2003 – 30. November 2003 | 2. Weltcup in Lake Placid, 25. November 2003 – 30. November 2003             | 2. Weltcup in Lake Placid, 25. November 2003 – 30. November 2003      | 2. Weltcup in Lake Placid, 25. November 2003 – 30. November 2003 |
| ---------------------------------------------------------------- | ---------------------------------------------------------------- | ---------------------------------------------------------------------------- | --------------------------------------------------------------------- | ---------------------------------------------------------------- |
| Disziplin                                                        | Erster Platz                                                     | Zweiter Platz                                                                | Dritter Platz                                                         |                                                                  |
| Zweierbob                                                        | Pierre Lueders Giulio Zardo                                      | André Lange Kevin Kuske                                                      | Todd Hays Steve Mesler                                                |                                                                  |
| Viererbob                                                        | DeutschlandAndré Lange René Hoppe Kevin Kuske Lars Behrendt      | Vereinigte StaatenTodd Hays Brock Kreitzburg Bill Schuffenhauer Steve Mesler | DeutschlandMatthias Höpfner Marc Kühne Andreas Barucha Stefan Barucha |                                                                  |

| 3. Weltcup in Winterberg, 9. Dezember 2003 – 14. Dezember 2003 | 3. Weltcup in Winterberg, 9. Dezember 2003 – 14. Dezember 2003                             | 3. Weltcup in Winterberg, 9. Dezember 2003 – 14. Dezember 2003                             | 3. Weltcup in Winterberg, 9. Dezember 2003 – 14. Dezember 2003                             | 3. Weltcup in Winterberg, 9. Dezember 2003 – 14. Dezember 2003 |
| -------------------------------------------------------------- | ------------------------------------------------------------------------------------------ | ------------------------------------------------------------------------------------------ | ------------------------------------------------------------------------------------------ | -------------------------------------------------------------- |
| Disziplin                                                      | Erster Platz                                                                               | Zweiter Platz                                                                              | Dritter Platz                                                                              |                                                                |
| Zweierbob                                                      | Todd Hays Steve Mesler                                                                     | André Lange Kevin Kuske                                                                    | Christoph Langen Markus Zimmermann                                                         |                                                                |
| Viererbob                                                      | Wettkampf wurde wegen schlechten Wetters abgesagt – Nachholwettbewerb in Cortina d’Ampezzo | Wettkampf wurde wegen schlechten Wetters abgesagt – Nachholwettbewerb in Cortina d’Ampezzo | Wettkampf wurde wegen schlechten Wetters abgesagt – Nachholwettbewerb in Cortina d’Ampezzo |                                                                |

| 4. Weltcup in Altenberg, 16. Dezember 2003 – 21. Dezember 2003 | 4. Weltcup in Altenberg, 16. Dezember 2003 – 21. Dezember 2003 | 4. Weltcup in Altenberg, 16. Dezember 2003 – 21. Dezember 2003        | 4. Weltcup in Altenberg, 16. Dezember 2003 – 21. Dezember 2003               | 4. Weltcup in Altenberg, 16. Dezember 2003 – 21. Dezember 2003 |
| -------------------------------------------------------------- | -------------------------------------------------------------- | --------------------------------------------------------------------- | ---------------------------------------------------------------------------- | -------------------------------------------------------------- |
| Disziplin                                                      | Erster Platz                                                   | Zweiter Platz                                                         | Dritter Platz                                                                |                                                                |
| Zweierbob                                                      | André Lange Kevin Kuske                                        | Christoph Langen Franz Sagmeister                                     | Pierre Lueders Giulio Zardo                                                  |                                                                |
| Viererbob                                                      | DeutschlandAndré Lange René Hoppe Kevin Kuske Lars Behrendt    | DeutschlandMatthias Höpfner Marc Kühne Andreas Barucha Stefan Barucha | Vereinigte StaatenTodd Hays Brock Kreitzburg Bill Schuffenhauer Steve Mesler |                                                                |

| 5. Weltcup in La Plagne, 12. Januar 2004 – 17. Januar 2004 | 5. Weltcup in La Plagne, 12. Januar 2004 – 17. Januar 2004 | 5. Weltcup in La Plagne, 12. Januar 2004 – 17. Januar 2004 | 5. Weltcup in La Plagne, 12. Januar 2004 – 17. Januar 2004 | 5. Weltcup in La Plagne, 12. Januar 2004 – 17. Januar 2004 |
| ---------------------------------------------------------- | ---------------------------------------------------------- | ---------------------------------------------------------- | ---------------------------------------------------------- | ---------------------------------------------------------- |
| Disziplin                                                  | Erster Platz                                               | Zweiter Platz                                              | Dritter Platz                                              |                                                            |
| Zweierbob                                                  | Wettkampf abgesagt                                         | Wettkampf abgesagt                                         | Wettkampf abgesagt                                         |                                                            |
| Viererbob                                                  | Wettkampf abgesagt                                         | Wettkampf abgesagt                                         | Wettkampf abgesagt                                         |                                                            |

| 6. Weltcup und Europameisterschaften in St. Moritz, 20. Januar 2004 – 25. Januar 2004 | 6. Weltcup und Europameisterschaften in St. Moritz, 20. Januar 2004 – 25. Januar 2004 | 6. Weltcup und Europameisterschaften in St. Moritz, 20. Januar 2004 – 25. Januar 2004 | 6. Weltcup und Europameisterschaften in St. Moritz, 20. Januar 2004 – 25. Januar 2004 | 6. Weltcup und Europameisterschaften in St. Moritz, 20. Januar 2004 – 25. Januar 2004 |
| ------------------------------------------------------------------------------------- | ------------------------------------------------------------------------------------- | ------------------------------------------------------------------------------------- | ------------------------------------------------------------------------------------- | ------------------------------------------------------------------------------------- |
| Disziplin                                                                             | Erster Platz                                                                          | Zweiter Platz                                                                         | Dritter Platz                                                                         |                                                                                       |
| Zweierbob                                                                             | Pierre Lueders Giulio Zardo                                                           | Christoph Langen Christoph Heyder                                                     | Ivo Rüegg Beat Hefti                                                                  |                                                                                       |
| Viererbob                                                                             | DeutschlandAndré Lange Udo Lehmann Kevin Kuske René Hoppe                             | Vereinigte StaatenTodd Hays Pavle Jovanovic Bill Schuffenhauer Steve Mesler           | SchweizIvo Rüegg Ali Dinçer Beat Hefti Christian Aebli                                |                                                                                       |

| Nachgeholter Weltcup von Winterberg in Cortina d’Ampezzo, 30. Januar 2004 | Nachgeholter Weltcup von Winterberg in Cortina d’Ampezzo, 30. Januar 2004 | Nachgeholter Weltcup von Winterberg in Cortina d’Ampezzo, 30. Januar 2004 | Nachgeholter Weltcup von Winterberg in Cortina d’Ampezzo, 30. Januar 2004 | Nachgeholter Weltcup von Winterberg in Cortina d’Ampezzo, 30. Januar 2004 |
| ------------------------------------------------------------------------- | ------------------------------------------------------------------------- | ------------------------------------------------------------------------- | ------------------------------------------------------------------------- | ------------------------------------------------------------------------- |
| Disziplin                                                                 | Erster Platz                                                              | Zweiter Platz                                                             | Dritter Platz                                                             |                                                                           |
| Viererbob                                                                 | DeutschlandAndré Lange Udo Lehmann René Hoppe Lars Behrendt               | KanadaPierre Lueders Alan Hough Ken Kotyk Giulio Zardo                    | DeutschlandMatthias Höpfner Marc Kühne Andreas Barucha Stefan Barucha     |                                                                           |

| 7. Weltcup in Cortina d’Ampezzo, 27. Januar 2004 – 1. Februar 2004 | 7. Weltcup in Cortina d’Ampezzo, 27. Januar 2004 – 1. Februar 2004 | 7. Weltcup in Cortina d’Ampezzo, 27. Januar 2004 – 1. Februar 2004 | 7. Weltcup in Cortina d’Ampezzo, 27. Januar 2004 – 1. Februar 2004          | 7. Weltcup in Cortina d’Ampezzo, 27. Januar 2004 – 1. Februar 2004 |
| ------------------------------------------------------------------ | ------------------------------------------------------------------ | ------------------------------------------------------------------ | --------------------------------------------------------------------------- | ------------------------------------------------------------------ |
| Disziplin                                                          | Erster Platz                                                       | Zweiter Platz                                                      | Dritter Platz                                                               |                                                                    |
| Zweierbob                                                          | Christoph Langen Markus Zimmermann                                 | Pierre Lueders Giulio Zardo                                        | Ivo Rüegg Beat Hefti                                                        |                                                                    |
| Viererbob                                                          | SchweizMartin Annen Andreas Gees Bruno Zurfluh Cédric Grand        | DeutschlandAndré Lange Udo Lehmann René Hoppe Lars Behrendt        | Vereinigte StaatenTodd Hays Pavle Jovanovic Bill Schuffenhauer Steve Mesler |                                                                    |

| 8. Weltcup in Igls, 10. Februar 2004 – 15. Februar 2004 | 8. Weltcup in Igls, 10. Februar 2004 – 15. Februar 2004   | 8. Weltcup in Igls, 10. Februar 2004 – 15. Februar 2004                     | 8. Weltcup in Igls, 10. Februar 2004 – 15. Februar 2004       | 8. Weltcup in Igls, 10. Februar 2004 – 15. Februar 2004 |
| ------------------------------------------------------- | --------------------------------------------------------- | --------------------------------------------------------------------------- | ------------------------------------------------------------- | ------------------------------------------------------- |
| Disziplin                                               | Erster Platz                                              | Zweiter Platz                                                               | Dritter Platz                                                 |                                                         |
| Zweierbob                                               | André Lange Kevin Kuske                                   | Christoph Langen Franz Sagmeister                                           | Martin Annen Cédric Grand                                     |                                                         |
| Viererbob                                               | DeutschlandAndré Lange Udo Lehmann Kevin Kuske René Hoppe | Vereinigte StaatenTodd Hays Pavle Jovanovic Bill Schuffenhauer Steve Mesler | LettlandJānis Miņins Juris Latišs Ainārs Podnieks Jānis Ozols |                                                         |

| Weltmeisterschaften in Königssee, 18. Februar 2004 – 29. Februar 2004 | Weltmeisterschaften in Königssee, 18. Februar 2004 – 29. Februar 2004 | Weltmeisterschaften in Königssee, 18. Februar 2004 – 29. Februar 2004 | Weltmeisterschaften in Königssee, 18. Februar 2004 – 29. Februar 2004       | Weltmeisterschaften in Königssee, 18. Februar 2004 – 29. Februar 2004 |
| --------------------------------------------------------------------- | --------------------------------------------------------------------- | --------------------------------------------------------------------- | --------------------------------------------------------------------------- | --------------------------------------------------------------------- |
| Disziplin                                                             | Erster Platz                                                          | Zweiter Platz                                                         | Dritter Platz                                                               |                                                                       |
| Zweierbob                                                             | Pierre Lueders Giulio Zardo                                           | Christoph Langen Markus Zimmermann                                    | André Lange Kevin Kuske                                                     |                                                                       |
| Viererbob                                                             | DeutschlandAndré Lange Udo Lehmann Kevin Kuske René Hoppe             | DeutschlandChristoph Langen Christoph Heyder Enrico Kühn Jens Nohka   | Vereinigte StaatenTodd Hays Pavle Jovanovic Bill Schuffenhauer Steve Mesler |                                                                       |

## Weltcupstände

### Gesamtstand im Zweierbob der Frauen
Im Vergleich zur Vorsaisonfiel der Anteil der Wettbewerbe in Übersee nicht mehr so groß aus. Darüber hinaus wollte die FIBT sage und schreibe 10 Weltcups veranstalten, zwei mehr als bei den Männern. Durch den technisch bedingten Ausfall der Rennen in Winterberg wurden letzten Endes vier Weltcups in Nordamerika und vier in Europa durchgeführt. Dennoch nahm fast die Hälfte aller Starter an Wettbewerben in Übersee teil, wenngleich teils aus finanziellen oder aber auch trainingsspezifischen Gründen nur 7 Pilotinnen an allen Wettbewerben teilnahmen. Aus trainingsmethodischen Gründen ließ auch der deutsche Bundestrainer Wolfgang Hoppe seine beiden Asse Susi Erdmann und Sandra Prokoff nicht an den Weltcups in Sigulda teilnehmen, um sich in Ruhe auf die erste gemeinsame WM zusammen mit den Männern in Königssee vorzubereiten. Damit ermöglichte er zwar Cathleen Martini den EM-Titel in Sigulda, allerdings geriet sie in der Weltcupwertung zur tragischen Heldin. Da Hoppe die schon ältere Claudia Schramm in Lillehammer an Position drei setzte, gingen Martinis gute Ergebnisse nicht in die Weltcupwertung ein. Die eigentlich erzielten 49 Weltcuppunkte hätten in der Endabrechnung für den Gesamtsieg gereicht. Allerdings konnte zu dem Zeitpunkt keiner ahnen, dass eine mögliche Verbesserung in der Punktewertung durch den Ausfall der Wettbewerbe in Winterberg nicht mehr möglich war.
| Rang | Pilotin                | CAL1 | CAL2 | LPC1 | LPC2 | LIL1   | LIL2   | SIG1 | SIG2 | Punkte |
| ---- | ---------------------- | ---- | ---- | ---- | ---- | ------ | ------ | ---- | ---- | ------ |
| 01   | Sandra Prokoff         | 01   | 01   | 01   | 02   | 01     | 01     | –    | –    | 196    |
| 02   | Jean Racine            | 10   | 08   | 05   | 05   | 05     | 03     | 05   | 02   | 186    |
| 03   | Susi Erdmann           | 02   | 02   | 02   | 01   | 02     | 06     | –    | –    | 179    |
| 03   | Gerda Weissensteiner   | 05   | 09   | 04   | 06   | 06     | 05     | 07   | 03   | 179    |
| 05   | Cathleen Martini       | 03   | 04   | 03   | 03   | 0(4) 1 | 0(6) 1 | 01   | 01   | 168    |
| 06   | Wiktorija Tokowaja     | 07   | 07   | 05   | 04   | 11     | 12     | 02   | 06   | 166    |
| 07   | Françoise Burdet       | 06   | 06   | 07   | 07   | 10     | 10     | 04   | 05   | 160    |
| 08   | Eline Jurg             | 04   | 03   | 08   | 08   | 04     | 02     | –    | –    | 150    |
| 09   | Shauna Rohbock         | 11   | 05   | –    | –    | 07     | 04     | 06   | 07   | 122    |
| 10   | Ilse Broeders          | 12   | 12   | 11   | 12   | 08     | 09     | –    | –    | 099    |
| 11   | Claudia Schramm        | –    | –    | –    | –    | 03     | 07     | 03   | 04   | 094    |
| 12   | Olga Nekrasova         | 17   | 16   | 12   | 11   | DSQ    | 14     | 08   | 08   | 079    |
| 13   | Lesa Stringer          | 14   | 14   | 09   | 10   | –      | –      | –    | –    | 063    |
| 14   | Jacqueline Davies      | 13   | 11   | –    | –    | 13     | 11     | –    | –    | 060    |
| 15   | Helen Upperton         | 08   | 13   | 13   | 13   | –      | –      | –    | –    | 059    |
| 16   | Jesica Gillarduzzi     | 08   | 10   | DNF  | DNS  | –      | –      | –    | –    | 042    |
| 16   | Nicola Gautier         | 15   | 18   | –    | –    | 12     | 13     | –    | –    | 042    |
| 18   | Karin Olsson           | –    | –    | –    | –    | 09     | 07     | –    | –    | 037    |
| 19   | Sara Sprung            | –    | –    | 10   | 09   | –      | –      | –    | –    | 033    |
| 20   | Christina Smith        | 16   | 15   | –    | –    | –      | –      | –    | –    | 024    |
| 20   | Manami Hino            | 20   | 17   | 14   | 15   | –      | –      | –    | –    | 024    |
| 22   | Fumiko Mano            | 19   | 20   | 15   | 14   | –      | –      | –    | –    | 020    |
| 22   | Olga Lapšova           | –    | –    | –    | –    | –      | –      | 09   | 09   | 020    |
| 24   | Nellija Šlēgelmilha    | –    | –    | –    | –    | –      | –      | 10   | 10   | 016    |
| 25   | Aoife Hoey             | 18   | 19   | –    | –    | –      | –      | –    | –    | 013    |
| 25   | Inger Anne Lothe       | –    | –    | –    | –    | 14     | 15     | –    | –    | 013    |
| 27   | Martina Makos          | –    | –    | –    | –    | –      | 11     | 11   | –    | 010    |
| 28   | Francesca Iossi        | –    | –    | –    | –    | 15     | 16     | –    | –    | 08     |
| –    | Antje Henninger 2      | –    | –    | –    | –    | –      | (13)   | (12) | –    | –      |
| −    | Suzanne Gavine-Hlady 3 | (15) | (16) | –    | –    | –      | –      | –    | –    | –      |
| −    | Andrea Parker 3        | DSQ  | (17) | –    | –    | –      | –      | –    | –    | –      |

### Gesamtstand im Zweierbob der Männer
| Rang | Pilot                  | Land                   | CAL | LPC | WIB | ALT | SMT | COR | IGL | Punkte |
| ---- | ---------------------- | ---------------------- | --- | --- | --- | --- | --- | --- | --- | ------ |
| 01   | Christoph Langen       | Deutschland            | 3   | 4   | 3   | 2   | 2   | 1   | 2   | 231    |
| 02   | Pierre Lueders         | Kanada                 | 1   | 1   | 4   | 3   | 1   | 2   | 5   | 229    |
| 03   | Andre Lange            | Deutschland            | 7   | 2   | 2   | 1   | 2   | 5   | 1   | 219    |
| 04   | Todd Hays              | Vereinigte Staaten     | 2   | 3   | 1   | 9   | 5   | 7   | 6   | 199    |
| 05   | Martin Annen           | Schweiz                | 4   | 6   | 14  | 12  | 8   | 4   | 3   | 175    |
| 06   | Ivo Rüegg              | Schweiz                | 9   | 15  | 9   | 10  | 3   | 3   | 4   | 174    |
| 07   | Wolfgang Stampfer      | Österreich             | 6   | 7   | 10  | 4   | 6   | 11  | 9   | 158    |
| 08   | Gatis Guts             | Lettland               | 10  | 14  | 18  | 5   | 12  | 6   | 12  | 142    |
| 09   | Alexander Subkow       | Russland               | 5   | 5   | 6   | 4   | DSQ | 15  | 20  | 136    |
| 10   | Bruno Mingeon          | Frankreich             | 14  | 12  | 8   | 15  | 9   | 10  | 21  | 127    |
| 11   | Ivo Danilevic          | Tschechien             | 16  | 16  | 20  | 7   | 7   | 8   | 15  | 126    |
| 12   | Jānis Miņins           | Lettland               | 15  | 17  | 13  | 18  | 16  | 9   | 7   | 120    |
| 13   | Jewgeni Popow          | Russland               | 12  | 13  | 23  | 14  | 11  | 12  | 13  | 118    |
| 14   | Steve Holcomb          | Vereinigte Staaten     | 11  | 8   | 12  | 23  | 20  | 23  | 8   | 111    |
| 15   | Patrice Servelle       | Monaco                 | 8   | 11  | 21  | 17  | 18  | 21  | 9   | 111    |
| 16   | Matthias Höpfner       | Deutschland            | 21  | 9   | −   | 6   | 14  | 13  | 16  | 106    |
| 17   | Michael Kohn           | Vereinigte Staaten     | 13  | 9   | 5   | 19  | 29  | DNS | 17  | 95     |
| 18   | Jürgen Loacker         | Österreich             | 23  | 19  | 11  | 20  | 18  | 17  | 18  | 87     |
| 19   | Fabrizio Tosini        | Italien                | 18  | 18  | 7   | 13  | −   | −   | 14  | 82     |
| 20   | Jayson Krause          | Kanada                 | 20  | 22  | 17  | 25  | 10  | 14  | 26  | 77     |
| 21   | Reto Rüegg             | Schweiz                | −   | −   | 15  | 16  | DSQ | 20  | 11  | 62     |
| 22   | Pavel Puskar           | Tschechien             | 22  | 21  | 24  | 8   | −   | −   | 24  | 51     |
| 23   | Arend Glas             | Niederlande            | 25  | 20  | 26  | 24  | 21  | 22  | 27  | 46     |
| 24   | Lee Johnston           | Vereinigtes Königreich | 19  | −   | −   | −   | 15  | 16  | 29  | 44     |
| 25   | Dawid Kupczyk          | Polen                  | −   | −   | 19  | −   | 13  | DNS | 18  | 43     |
| 26   | Jakub Chabada          | Tschechien             | −   | −   | −   | −   | 17  | 18  | −   | 27     |
| 27   | Simone Bertazzo        | Italien                | −   | −   | 22  | 21  | −   | −   | −   | 19     |
| 28   | Nicola Istrate         | Rumänien               | −   | –   | 26  | 27  | 27  | 25  | 30  | 19     |
| 29   | Edwin van Calker       | Niederlande            | −   | −   | 32  | −   | 22  | −   | 22  | 18     |
| 30   | Charles Ferraris       | Frankreich             | −   | −   | 30  | 22  | 23  | −   | −   | 18     |
| 31   | Leonhard Sanktjohanser | Deutschland            | −   | −   | 16  | −   | −   | −   | −   | 15     |
| 32   | Loris Ottaviani        | Italien                | 26  | 23  | −   | −   | −   | 19  | −   | 15     |
| 33   | Tom Johansen           | Dänemark               | −   | −   | 25  | −   | −   | −   | 22  | 15     |
| 34   | Ralph Rüegg            | Schweiz                | 17  | −   | −   | −   | −   | −   | −   | 14     |
| 35   | Mihai Iliescu          | Rumänien               | −   | −   | 31  | 29  | DSQ | 26  | 24  | 13     |
| 36   | Enrico Costa           | Italien                | −   | –   | −   | –   | 26  | 24  | 31  | 12     |
| 37   | Suguru Kiyokawa        | Japan                  | −   | −   | 28  | 26  | −   | 28  | 33  | 10     |
| 38   | Stefan Wassilew        | Bulgarien              | −   | −   | −   | −   | 25  | −   | 28  | 9      |
| 39   | Hiroshi Suzuki         | Japan                  | –   | −   | 29  | 28  | –   | 27  | 32  | 8      |
| 40   | Milan Jagnesak         | Slowakei               | –   | −   | −   | –   | 24  | −   | 34  | 7      |
| 41   | Serge Despres          | Kanada                 | 24  | −   | –   | −   | −   | DSQ | −   | 5      |
| 42   | Robin Calleja          | Australien             | −   | −   | −   | −   | 28  | –   | −   | 3      |
| 43   | Neil Armstrong         | Vereinigtes Königreich | –   | −   | –   | −   | 30  | −   | −   | 1      |
| 44   | Vuk Radjenovic         | Serbien und Montenegro | –   | −   | 33  | −   | −   | −   | 35  | −      |
| 45   | Aaron Zeff             | Israel                 | −   | −   | –   | –   | –   | –   | 36  | −      |

### Gesamtstand im Viererbob der Männer
| Rang | Pilot             | Land                   | CAL | LPC | ALT | SMT | COR | COR | IGL | Punkte |
| ---- | ----------------- | ---------------------- | --- | --- | --- | --- | --- | --- | --- | ------ |
| 01   | Andre Lange       | Deutschland            | 1   | 1   | 1   | 1   | 1   | 2   | 1   | 235    |
| 02   | Alexander Subkow  | Russland               | 3   | 4   | 5   | 7   | 4   | 5   | 4   | 187    |
| 03   | Todd Hays         | Vereinigte Staaten     | DSQ | 2   | 3   | 2   | 6   | 3   | 2   | 181    |
| 04   | Matthias Höpfner  | Deutschland            | 5   | 3   | 2   | 15  | 3   | 8   | 5   | 180    |
| 05   | Martin Annen      | Schweiz                | 4   | 5   | 8   | 9   | 8   | 1   | 8   | 173    |
| 06   | Ivo Rüegg         | Schweiz                | 6   | 10  | 7   | 3   | 5   | 6   | 7   | 170    |
| 07   | Pierre Lueders    | Kanada                 | 15  | 6   | 4   | 4   | 2   | 13  | 11  | 162    |
| 08   | Jewgeni Popow     | Russland               | 7   | 9   | 12  | 10  | 9   | 7   | 14  | 142    |
| 09   | Wolfgang Stampfer | Österreich             | 16  | 8   | 10  | 6   | 14  | 11  | 10  | 134    |
| 10   | Ivo Danilevic     | Tschechien             | 13  | 11  | 6   | 12  | 10  | 14  | 12  | 132    |
| 11   | Christoph Langen  | Deutschland            | 2   | −   | DNS | 5   | 11  | 4   | 6   | 131    |
| 12   | Jānis Miņins      | Lettland               | 9   | 11  | DNF | 17  | 12  | 10  | 3   | 122    |
| 13   | Bruno Mingeon     | Frankreich             | 10  | 14  | 9   | 11  | 13  | 15  | 13  | 122    |
| 14   | Ralph Rüegg       | Schweiz                | 8   | −   | −   | 8   | 6   | 9   | 9   | 112    |
| 15   | Steve Holcomb     | Vereinigte Staaten     | 11  | 13  | 18  | 15  | 22  | 12  | 17  | 95     |
| 16   | Arend Glas        | Niederlande            | 17  | 17  | 15  | 21  | 15  | 17  | 18  | 80     |
| 17   | Gatis Guts        | Lettland               | 14  | 16  | 13  | 19  | DNS | DNS | 16  | 67     |
| 18   | Fabrizio Tosini   | Italien                | 18  | 7   | 11  | −   | −   | −   | 15  | 65     |
| 19   | Patrice Servelle  | Monaco                 | 19  | −   | −   | 12  | 19  | 19  | 19  | 56     |
| 20   | Dawid Kupczyk     | Polen                  | −   | −   | 16  | 18  | 18  | −   | 20  | 47     |
| 21   | Enrico Costa      | Italien                | −   | −   | −   | 14  | 16  | 16  | DSQ | 42     |
| 22   | Jayson Krause     | Kanada                 | 11  | 15  | −   | 24  | −   | −   | −   | 35     |
| 23   | Hiroshi Suzuki    | Japan                  | −   | −   | 19  | −   | 20  | 21  | 24  | 28     |
| 24   | Loris Ottaviani   | Italien                | 20  | −   | −   | −   | 17  | 18  | −   | 27     |
| 25   | Jürgen Loacker    | Österreich             | 21  | 18  | 20  | 27  | −   | −   | 23  | 25     |
| 26   | Pavel Puskar      | Tschechien             | −   | −   | 17  | −   | −   | −   | 24  | 19     |
| 27   | Mihai Iliescu     | Rumänien               | −   | −   | 21  | 28  | 21  | 20  | −   | 19     |
| 28   | Lee Johnston      | Vereinigtes Königreich | −   | –   | −   | 20  | −   | −   | 24  | 18     |
| 29   | Reto Rüegg        | Schweiz                | −   | −   | 14  | −   | −   | −   | −   | 16     |
| 30   | Stefan Wassilew   | Bulgarien              | −   | −   | −   | 25  | −   | −   | 21  | 15     |
| 31   | Milan Jagnesak    | Slowakei               | −   | −   | −   | 22  | −   | −   | 27  | 2      |
| 32   | Michael Kohn      | Vereinigte Staaten     | −   | DSQ | −   | −   | −   | −   | 22  | 9      |
| 33   | Charles Ferraris  | Frankreich             | −   | −   | −   | 23  | −   | −   | −   | 7      |
| 34   | Jakub Chabada     | Tschechien             | −   | −   | −   | 26  | −   | −   | −   | 3      |
| 35   | Tom Johansen      | Dänemark               | −   | −   | −   | −   | −   | −   | −   | 3      |
| 36   | Nicola Istrate    | Rumänien               | −   | –   | −   | –   | −   | −   | 29  | 2      |

### Gesamtstand in der Kombination der Männer
Für die Wertung der Kombination werden die Punkte aus den Ergebnissen des Zweier- und Viererbobs addiert.
| Offizielle Gesamtwertung | Offizielle Gesamtwertung | Offizielle Gesamtwertung | Offizielle Gesamtwertung | Offizielle Gesamtwertung | Gesamtwertung bei Teilnahme in beiden Wettbewerben | Gesamtwertung bei Teilnahme in beiden Wettbewerben | Gesamtwertung bei Teilnahme in beiden Wettbewerben | Gesamtwertung bei Teilnahme in beiden Wettbewerben | Gesamtwertung bei Teilnahme in beiden Wettbewerben |
| Rang                     | Pilot                    | 2er                      | 4er                      | Gesamtpunkte             | Rang                                               | Pilot                                              | 2er                                                | 4er                                                | Gesamtpunkte                                       |
| ------------------------ | ------------------------ | ------------------------ | ------------------------ | ------------------------ | -------------------------------------------------- | -------------------------------------------------- | -------------------------------------------------- | -------------------------------------------------- | -------------------------------------------------- |
| 01                       | Andre Lange              | 219                      | 235                      | 454                      | 01                                                 | Andre Lange                                        | 219                                                | 235                                                | 454                                                |
| 02                       | Pierre Lueders           | 229                      | 162                      | 391                      | 02                                                 | Pierre Lueders                                     | 229                                                | 162                                                | 391                                                |
| 03                       | Todd Hays                | 199                      | 181                      | 380                      | 03                                                 | Todd Hays                                          | 199                                                | 181                                                | 380                                                |
| 04                       | Christoph Langen         | 231                      | 131                      | 362                      | 04                                                 | Christoph Langen                                   | 231                                                | 131                                                | 362                                                |
| 05                       | Martin Annen             | 175                      | 173                      | 348                      | 05                                                 | Martin Annen                                       | 175                                                | 173                                                | 348                                                |
| 06                       | Ivo Rüegg                | 174                      | 170                      | 344                      | 06                                                 | Ivo Rüegg                                          | 174                                                | 170                                                | 344                                                |
| 07                       | Alexander Subkow         | 136                      | 187                      | 323                      | 07                                                 | Alexander Subkow                                   | 136                                                | 187                                                | 323                                                |
| 08                       | Wolfgang Stampfer        | 158                      | 134                      | 292                      | 08                                                 | Wolfgang Stampfer                                  | 158                                                | 134                                                | 292                                                |
| 09                       | Matthias Höpfner         | 106                      | 180                      | 286                      | 09                                                 | Matthias Höpfner                                   | 106                                                | 180                                                | 286                                                |
| 10                       | Jewgeni Popow            | 118                      | 142                      | 260                      | 10                                                 | Jewgeni Popow                                      | 118                                                | 142                                                | 260                                                |
| 11                       | Ivo Danilevic            | 126                      | 132                      | 258                      | 11                                                 | Ivo Danilevic                                      | 126                                                | 132                                                | 258                                                |
| 12                       | Bruno Mingeon            | 127                      | 122                      | 249                      | 12                                                 | Bruno Mingeon                                      | 127                                                | 122                                                | 249                                                |
| 13                       | Janis Minins             | 120                      | 122                      | 242                      | 13                                                 | Janis Minins                                       | 120                                                | 122                                                | 242                                                |
| 14                       | Gatis Guts               | 142                      | 67                       | 209                      | 14                                                 | Gatis Guts                                         | 142                                                | 67                                                 | 209                                                |
| 15                       | Steven Holcomb           | 111                      | 95                       | 206                      | 15                                                 | Steven Holcomb                                     | 111                                                | 95                                                 | 206                                                |
| 16                       | Patrice Servelle         | 111                      | 56                       | 167                      | 16                                                 | Patrice Servelle                                   | 111                                                | 56                                                 | 167                                                |
| 17                       | Fabrizio Tosini          | 82                       | 65                       | 147                      | 17                                                 | Fabrizio Tosini                                    | 82                                                 | 65                                                 | 147                                                |
| 18                       | Ralph Rüegg              | 14                       | 112                      | 126                      | 18                                                 | Ralph Rüegg                                        | 14                                                 | 112                                                | 126                                                |
| 19                       | Arend Glas               | 46                       | 80                       | 126                      | 19                                                 | Arend Glas                                         | 46                                                 | 80                                                 | 126                                                |
| 20                       | Jayson Krause            | 77                       | 35                       | 112                      | 20                                                 | Jayson Krause                                      | 77                                                 | 35                                                 | 112                                                |
| 21                       | Jürgen Loacker           | 87                       | 25                       | 112                      | 21                                                 | Jürgen Loacker                                     | 87                                                 | 25                                                 | 112                                                |
| 22                       | Michael Kohn             | 95                       | 9                        | 104                      | 22                                                 | Michael Kohn                                       | 95                                                 | 9                                                  | 104                                                |
| 23                       | Dawid Kupczyk            | 43                       | 47                       | 90                       | 23                                                 | Dawid Kupczyk                                      | 43                                                 | 47                                                 | 90                                                 |
| 24                       | Reto Rüegg               | 62                       | 16                       | 78                       | 24                                                 | Reto Rüegg                                         | 62                                                 | 16                                                 | 78                                                 |
| 25                       | Pavel Puskar             | 51                       | 19                       | 70                       | 25                                                 | Pavel Puskar                                       | 51                                                 | 19                                                 | 70                                                 |
| 26                       | Lee Johnston             | 44                       | 18                       | 62                       | 26                                                 | Lee Johnston                                       | 44                                                 | 18                                                 | 62                                                 |
| 27                       | Enrico Costa             | 12                       | 42                       | 54                       | 27                                                 | Enrico Costa                                       | 12                                                 | 42                                                 | 54                                                 |
| 28                       | Loris Ottaviani          | 15                       | 27                       | 42                       | 28                                                 | Loris Ottaviani                                    | 15                                                 | 27                                                 | 42                                                 |
| 29                       | Hiroshi Suzuki           | 8                        | 28                       | 36                       | 29                                                 | Hiroshi Suzuki                                     | 8                                                  | 28                                                 | 36                                                 |
| 30                       | Mihai Iliescu            | 13                       | 19                       | 32                       | 30                                                 | Mihai Iliescu                                      | 13                                                 | 19                                                 | 32                                                 |
| 31                       | Jakub Chabada            | 27                       | 3                        | 30                       | 31                                                 | Jakub Chabada                                      | 27                                                 | 3                                                  | 30                                                 |
| 32                       | Charles Ferraris         | 18                       | 8                        | 26                       | 32                                                 | Charles Ferraris                                   | 18                                                 | 8                                                  | 26                                                 |
| 33                       | Stefan Wassilew          | 9                        | 15                       | 24                       | 33                                                 | Stefan Wassilew                                    | 9                                                  | 15                                                 | 24                                                 |
| 34                       | Nicolae Istrate          | 19                       | 2                        | 21                       | 34                                                 | Nicolae Istrate                                    | 19                                                 | 2                                                  | 21                                                 |
| 35                       | Milan Jagnesak           | 7                        | 13                       | 20                       | 35                                                 | Milan Jagnesak                                     | 7                                                  | 13                                                 | 20                                                 |
| 36                       | Simone Bertazzo          | 19                       | −                        | 19                       | 36                                                 | Tom Johansen                                       | 15                                                 | 3                                                  | 18                                                 |
| 37                       | Edwin van Calker         | 18                       | −                        | 18                       |                                                    |                                                    |                                                    |                                                    |                                                    |
| 38                       | Tom Johansen             | 15                       | 3                        | 18                       |                                                    |                                                    |                                                    |                                                    |                                                    |
| 39                       | Leonhard Sanktjohanser   | 15                       | –                        | 15                       |                                                    |                                                    |                                                    |                                                    |                                                    |
| 40                       | Suguru Kiyokawa          | 10                       | –                        | 10                       |                                                    |                                                    |                                                    |                                                    |                                                    |
| 41                       | Serge Depres             | 5                        | −                        | 5                        |                                                    |                                                    |                                                    |                                                    |                                                    |
| 42                       | Robin Calleja            | 3                        | −                        | 3                        |                                                    |                                                    |                                                    |                                                    |                                                    |
| 43                       | Neil Armstrong           | 1                        | −                        | 1                        |                                                    |                                                    |                                                    |                                                    |                                                    |
| 44                       | Vuk Radjenovic           | 0                        | −                        | 0                        |                                                    |                                                    |                                                    |                                                    |                                                    |
| 45                       | Aaron Zeff               | 0                        | −                        | 0                        |                                                    |                                                    |                                                    |                                                    |                                                    |